# Bärndorf (Gemeinde Liebenfels)
Bärndorf (bis ins 19. Jahrhundert auch Berndorf) ist eine Ortschaft in der Gemeinde Liebenfels im Bezirk Sankt Veit an der Glan in Kärnten (Österreich). Die Ortschaft hat 3 Einwohner (Stand 1. Jänner 2024). Sie liegt zur Gänze auf dem Gebiet der Katastralgemeinde Hardegg.

## Lage
Die Ortschaft liegt im äußersten Südwesten des Bezirks Sankt Veit an der Glan, südlich knapp außerhalb des Pfarrortes Zweikirchen, am Rohnsdorfer Bach.

## Geschichte
Der Ortsname leitet sich von Dorf des Pero ab. Im Franziszeischen Kataster waren hier fünf Gebäude verzeichnet, davon zwei aus Stein. Haus Nr. 2, vulgo Pichler/Stoffl, war eine Mühle, die von 1896 bis nach dem Zweiten Weltkrieg eine Venezianersäge betrieb. Von 1940 bis 1945 gab es in Bärndorf ein Lager für französische Kriegsgefangene.
In der ersten Hälfte des 19. Jahrhunderts gehörte der Ort als Teil der Steuergemeinde Hardegg zum Steuerbezirk Hardegg. Bei Gründung der Ortsgemeinden im Zuge der Reformen nach der Revolution 1848/49 kam Bärndorf an die Gemeinde Hardegg. 1958 kam der Ort an die Gemeinde Liebenfels, die damals durch die Fusion der Gemeinden Liemberg, Hardegg und Pulst entstand.

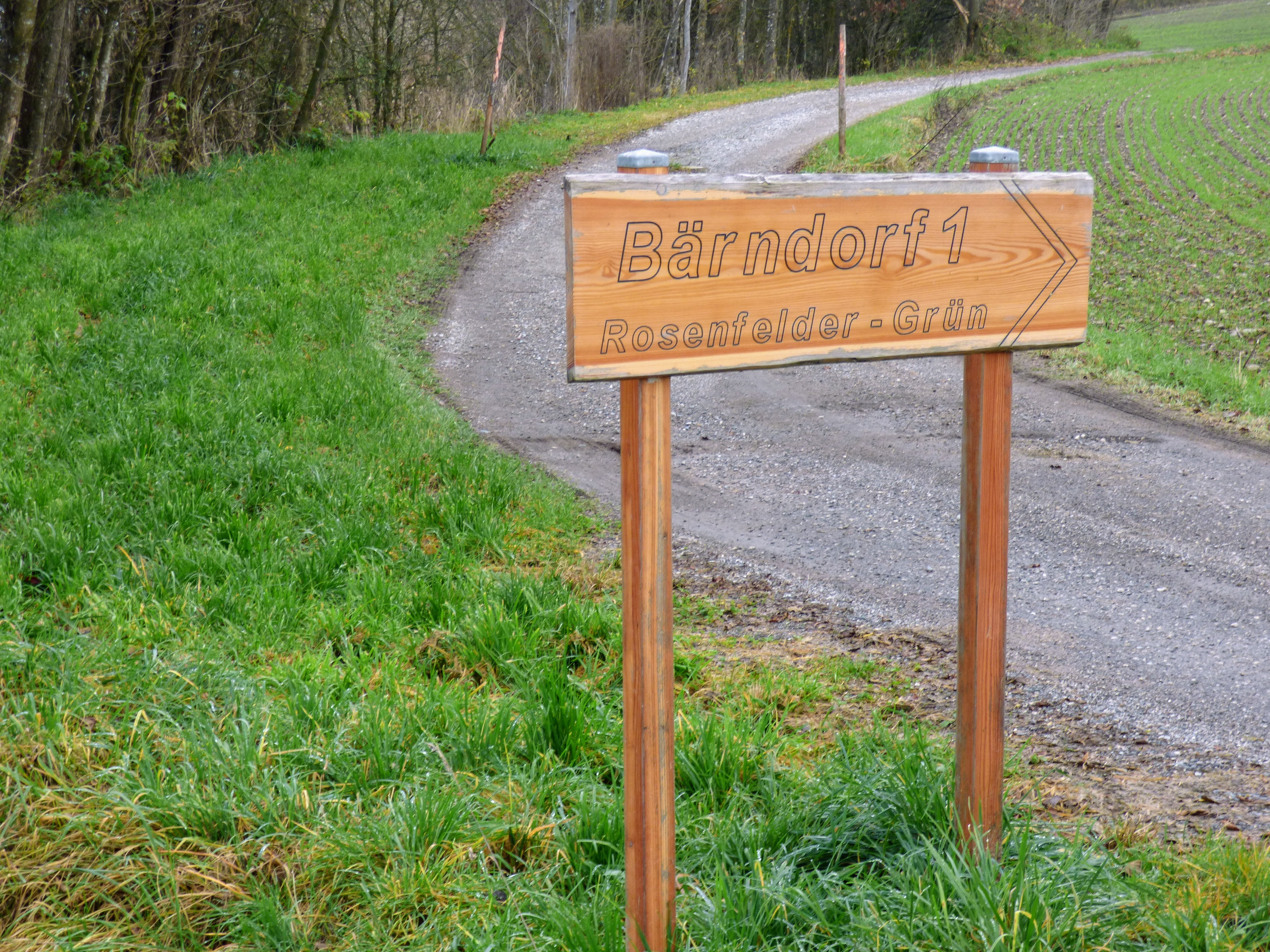
Zufahrt nach Bärndorf

## Bevölkerungsentwicklung
Für die Ortschaft zählte man folgende Einwohnerzahlen:
- 1869: 1 Haus, 14 Einwohner[5]
- 1890: 1 Haus, 7 Einwohner[6]
- 1900: 1 Haus, 15 Einwohner[7]
- 1910: 1 Haus, 20 Einwohner[8]
- 1923: 1 Haus, 10 Einwohner[9]
- 1934: 11 Einwohner[10]
- 1961: 1 Haus, 7 Einwohner[11]
- 2001: 1 Gebäude (davon 0 mit Hauptwohnsitz) mit 1 Wohnung; 0 Einwohner und 0 Nebenwohnsitzfälle; 0 Haushalte; 0 Arbeitsstätten, 0 land- und forstwirtschaftliche Betriebe[12]
- 2011: 1 Gebäude, 0 Einwohner, 0 Haushalte, 0 Arbeitsstätten[13]
- 2021: 1 Gebäude, 3 Einwohner, 1 Haushalt, 0 Arbeitsstätten[14]